# PIC18F2455
PIC18F2455 je jednočipový mikropočítač rodiny PIC18 vyráběný firmou Microchip technologií nanoWatt. Z řady PIC18F2455/2550/4455/4550, kam patří, je určen pro nejméně náročné aplikace, ačkoli i tak disponuje velkým množstvím funkcí.

## Vlastnosti
- kombinovaná harvardská architektura s von Neumannovou
- 8bitová ALU
- Programová paměť typu FLASH o velikosti 24 kB
- Dva typy datové paměti:
  - RAM o velikosti 2 048 bajtů
  - EEPROM o velikosti 256 bajtů (pro uložení parametrů apod.)
- 1× 8bitový a 3× 16bitový časovač
- obsahuje integrovaný 10bitový A/D převodník (využívá 10 pinů) a dva komparátory
- umožňuje komunikovat prostřednictvím sběrnice USART - 3 I/O porty (A, B a E) = 24 pinů...
- ...a jednotky USB:
  - rozhraní Low (1,5 Mbit/s) nebo Full (12Mbit/s) Speed USB 2.0
  - podporuje režimy přenosu: Control, Interrupt, Isochronous a Bulk; až 32 koncových bodů
- disponuje třemi pracovními módy (Run, Iddle, Sleep), každý s různou úrovní spotřeby:
  - Run - vše je zapnuté
  - Iddle - CPU běží, rozšiřující moduly jsou vypnuté
  - Sleep - vypnuté je jak CPU, tak i rozšiřující moduly
- napájecí napětí 2 V - 5,5 V
- 3 zdroje přerušení
- sériový port s podporou SPI a I2C
- umožňuje se sám přeprogramovat (nejčastěji se k tomuto účelu používá speciální bootloader a data pro přeprogramování se odesílají prostřednictvím sběrnice)
- maximální pracovní frekvence 48 MHz (jádro a USB modul mohou však pracovat na rozdílných frekvencích), 4 takty krystalu na instrukci
- instrukční soubor je složen z 75 instrukcí a 8 rozšířených

## Vyráběné verze
| Název              | Počet pinů | Pouzdro     | Pracovní teplota | Balení |
| ------------------ | ---------- | ----------- | ---------------- | ------ |
| PIC18F2455-I/SO    | 28         | SOIC 300mil | −40 až +85 °C    | TUBE   |
| PIC18F2455-I/SOHXX | 28         | SOIC 300mil | −40 až +85 °C    | TUBE   |
| PIC18F2455-I/SP    | 28         | SPDIP       | −40 až +85 °C    | TUBE   |
| PIC18F2455T-I/SO   | 28         | SOIC 300mil | −40 až +85 °C    | T/R    |
| PIC18LF2455-I/SO   | 28         | SOIC 300mil | −40 až +85 °C    | TUBE   |
| PIC18LF2455-I/SP   | 28         | SPDIP       | −40 až +85 °C    | TUBE   |